# Turalibegova mešita
Turalibegova mešita (bosensky Gazi Turali-begova džamija nebo jen Turali-begova džamija) je historická mešita, která se nachází ve městě Tuzla v Bosně a Hercegovině. Stojí v samotném centru města. Nápadná je díky atypické jehlanovité střeše. Je evidována jako kulturní památka Bosny a Hercegoviny s evidenčním číslem 750.
Kromě toho je známá také jako polní mešita (bosensky Poljska džamija) vzhledem k tomu, že byla vybudována ve své době mimo zdi města.
Mešita byla vybudována v roce 1572. Nese název Gazi Turali-bega, podle osmanského správce, který se v této době zasloužil o vznik města. Stavba byla několikrát během staletí obnovována a rozsáhle přestavována. Poslední rozsáhlejší úpravy byly uskutečněny v letech 1878, kdy byly zdi stavby i minaretu omítnuté, a poté roku 1890. Druhou uvedenou obnovu financovala rakousko-uherská vláda. Poslední rekonstrukce se uskutečnily v letech 1967 a 2014.